# 墳丘墓

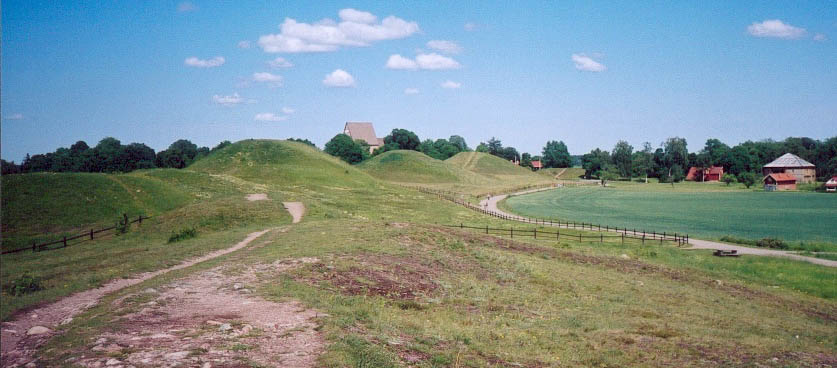
スウェーデンのガムラ・ウプサラの墳丘墓群

墳丘墓（ふんきゅうぼ）は、一般に、上に土あるいは石を積み重ねて丘のような形（墳丘）とした墳墓をいう。墳丘は塚、マウンド（mound）、土饅頭（どまんじゅう）などと呼ぶこともある。世界の様々な地域にある。なお、石造の四角錐状のものは特にピラミッドと呼ばれ、墳丘墓とは区別される。
日本でも弥生時代（弥生墳丘墓）から現代の陵墓に至るまで造られている。特に古墳時代の古墳は発展を遂げた。なお慣習上、古墳時代のものは墳丘墓と呼ばれることは少ない。
古代の王あるいは権力者が巨大な墳丘墓を築いた例がよく知られるが、庶民が葬られたと思われる小型の群集墳などもある。また、墓に限らず（墓かどうか不明のものもあるが）記念物あるいは宗教的な目的から造られた同様のものもある（日本の山岳信仰に基づく富士塚など）。

## 墳丘墓の例

### 東アジア

#### 日本
弥生時代の墳丘墓（弥生時代の墓制参照）、および古墳時代に発展を遂げた古墳が代表的。東北地方と北海道道央では7 - 9世紀頃、末期古墳が造営されている。

#### 朝鮮
三国時代に百済、新羅、高句麗、伽耶で造られたものが知られ、特に有名なのは慶州にある新羅王墓群と、高句麗古墳群である。
日本の前方後円墳は韓国南西部（伽耶・百済境付近）でも見出されている。また、高句麗古墳の影響を受けたと思われる積石塚が日本の一部古墳で見られる。

#### 中国
秦始皇帝陵が有名。

### 東ヨーロッパ・中央アジア
青銅器時代・鉄器時代に多数造られ、クルガン（トルコ語起源のロシア語）と総称される。青銅器時代初期のロシア・ウクライナ周辺のクルガンについては、原インド・ヨーロッパ民族のものとする説（クルガン仮説）がある。

#### ブルガリア
カザンラクとスヴェシュタリにあるトラキア人の墳墓が有名。

#### マケドニア
ヴェルギナ（現在はギリシャ領）の墳墓：一説にはマケドニア王ピリッポス2世のものという。

### 中東

#### アナトリア
巨大な墳丘墓が多数知られるが、中でも特に巨大なものとして知られるのが次の3つである。
- 西部マルマラ湖近くにあるビン・テペレール：紀元前7 - 6世紀のリュディア王家の墳墓群。
- 中央部ゴルディオンの王墓：フリュギアのもの。
- 南東部ネムルト山上の王墓：コンマゲネ王アンティオコス1世の陵墓。

### 西・中央ヨーロッパ
新石器時代から鉄器時代にかけて多数の墳丘墓が造られた。先史ヨーロッパにはまた、ドルメン（支石墓）、メンヒルその他の巨石記念物も多く造られた。北欧ではキリスト教化（11世紀）まで墳丘墓が造られ、特にスウェーデンのガムラ・ウプサラの巨大な王墓が有名である。イギリスでもアングロサクソン時代にこの影響を受けたと考えられるものがある。アイルランドでも独自の墳丘墓がキリスト教化以前に造られた。

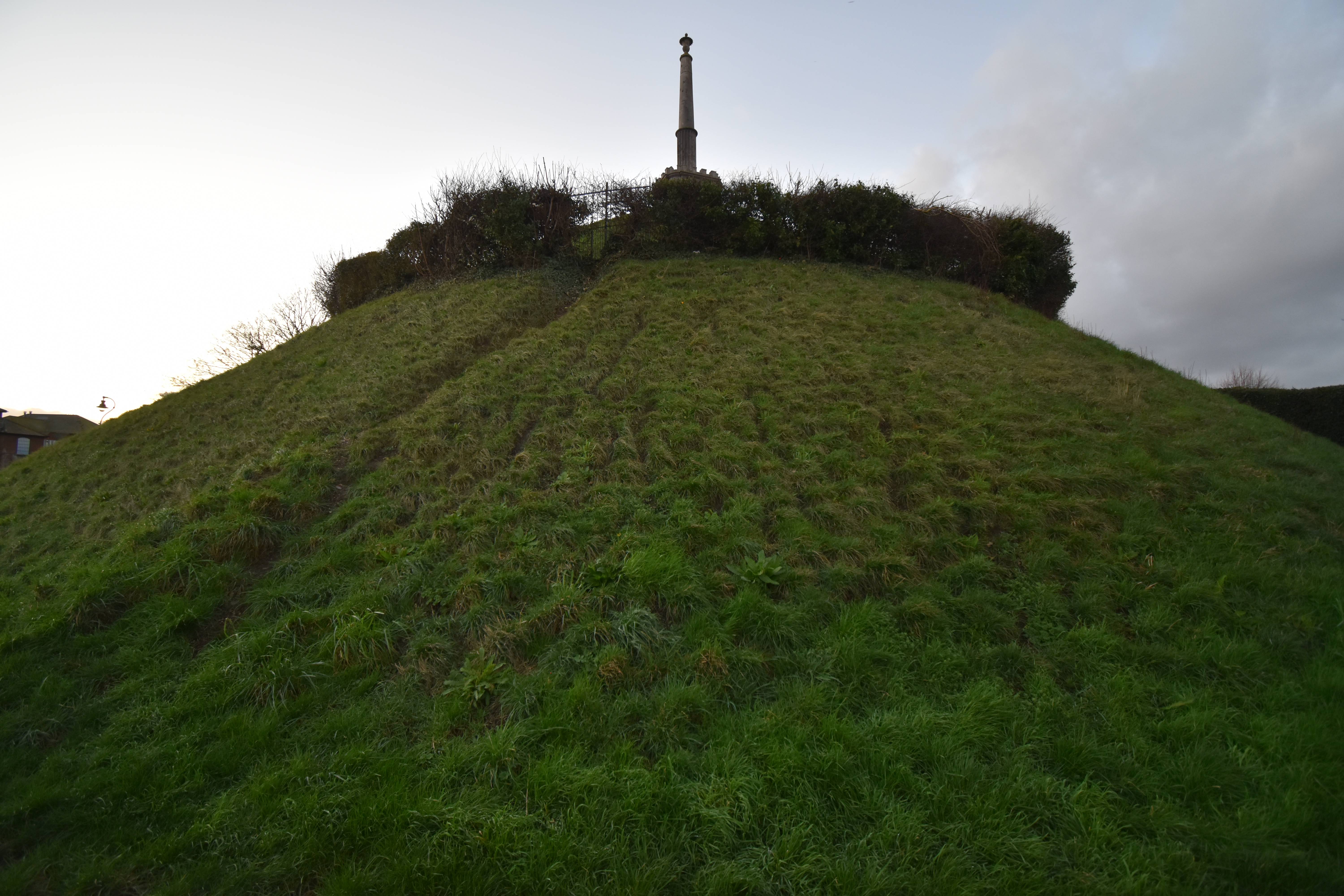
カンタベリーのデーン・ジョン古墳

イギリス
スキップシー城は、鉄器時代最大の墳丘墓の上に立っている。このように墳丘墓が丘のようになっていることから戦略上の要塞となることが稀に起きる。18 - 19世紀に富裕層の趣味で「塚堀り」（barrow-digging）という取り組みが行われ、墳丘墓の研究が進んだ半面、墳丘墓が破壊される面もあった。古墳の上に建てられた城にはマールバラ城、トラボッホ城、メイデン城などが挙げられる。

### 北アメリカ
新石器時代以降の墳丘墓が多数知られており、これらを作った人々は“Mound builder”と呼ばれる。特にミシシッピ文化（紀元後700 - 1500年頃、ミシシッピ川流域）で大型のものが多数造られている。カホキアを参照。
多くのネイティブ アメリカンの文化で建設された動物などの人形（エフィジー）に象られた土塁エフィジー･マウンドが建てられ、儀式の場とする以外にも、その一部は埋葬に使われた。